# Lachlan Taylor Burwash
Pour les articles homonymes, voir Burwash.
Lachlan Taylor Burwash, né le 5 septembre 1874 à Cobourg (Ontario) où il est mort le 21 décembre 1940, est un ingénieur des mines et explorateur canadien. 

## Biographie

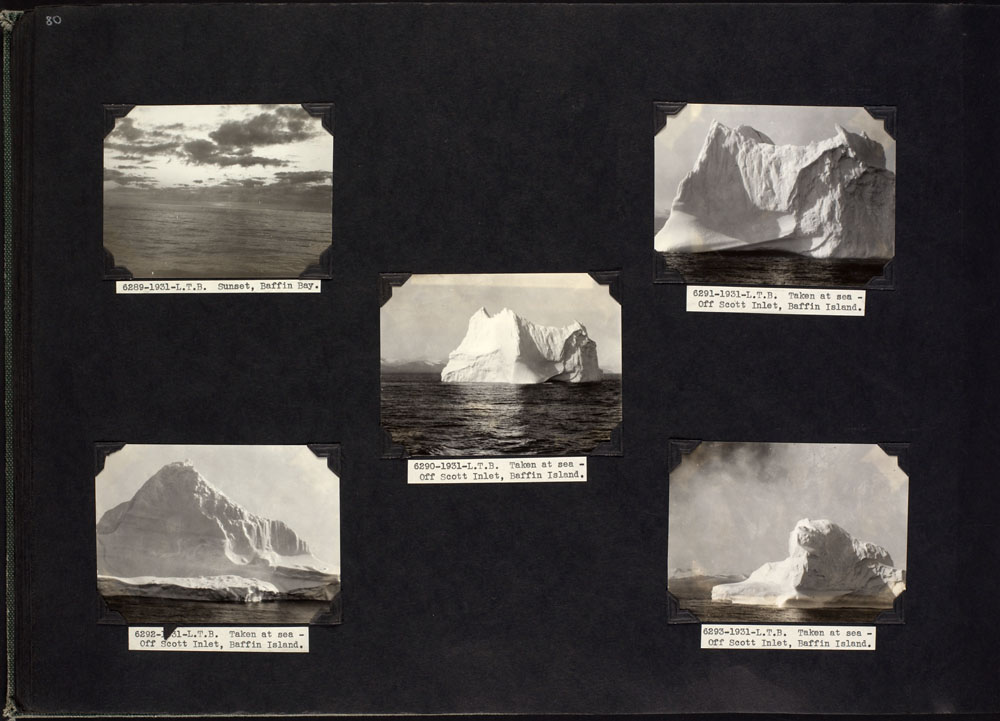
Photographies d'icebergs prises en mer, sur le bras Scott, au large de l’île de Baffin, par Lachlan Burwach (1931)

Fils du théologie méthodiste Nathanael Burwash, chancelier du Victoria College, il devient ingénieur des mines diplômé en 1897 de l'université de Toronto. Dans le début des années 1900, il travaille dans les mines de Dawson City et fin février 1900, est envoyé à Stewart City pour y diriger le bureau du registraire minier. En 1901, il est également inspecteur du bois, lorsqu'il est appelé pour aider un gendarme à récupérer le corps gelé du Dr Bettinger, à environ 15 kilomètres en amont de la White River, un voyageur mal vêtu qui a été vu pour la dernière fois se diriger vers Whitehorse.
Lorsque de l'or est découvert dans le district de Kluane en 1903, Burwash est nommé commissaire adjoint de l'or, pour être affecté à un emplacement stratégique dans les nouveaux champs aurifères. En novembre lui est confié le poste permanent de registraire minier, à Whitehorse. Au cours des mois suivants, lui et l'inspecteur des mines Percy Reid sont en poste dans la région de Kluane en raison de l'activité qui s'y accroit. 
En septembre 1905, il officie à Silver City comme registraire minier. Il obtient un congé prolongé à la fin de l'année, période au cours de laquelle il revient en Ontario pour y épouser une cousine lointaine. Il retourne à Whitehorse avec son épouse Helen à la fin de l'été 1906. Elle l'accompagne lors d'un voyage de deux semaines à Teslin pour s'occuper des affaires minières de cette région.
Nommé commissaire adjoint de l'or pour le district de Whitehorse (sud du Yukon) en 1907, il préside à la poursuite des activités dans la région de Kluane, ainsi qu'au jalonnement frénétique des gisements filoniens dans la région de Conrad, au sud de Carcross. À l'automne 1908, il entreprend un long voyage dans la région de la White River au nord et à l'est de Kluane, toujours accompagné de sa femme. Le but de la randonnée est d'enquêter sur les itinéraires possibles pour l'exploitation minière dans la région de la White river.
Les Burwash quittent Whitehorse pour Toronto avec leur fille nouveau-née en septembre 1909, mais Lacla retourne travailler à Whitehorse après avoir voyagé jusqu'à Vancouver. Il est réaffecté à Dawson en 1910. En juin 1912, il démissionne officiellement de son poste au sein du gouvernement et quitte définitivement le Yukon en septembre 1912.
À l'âge de 41 ans, il s'enrôle comme officier dans le Corps expéditionnaire canadien pendant la Première Guerre mondiale. Il atteint le grade de major et est gazé en juillet 1917. Il est démobilisé en 1919.

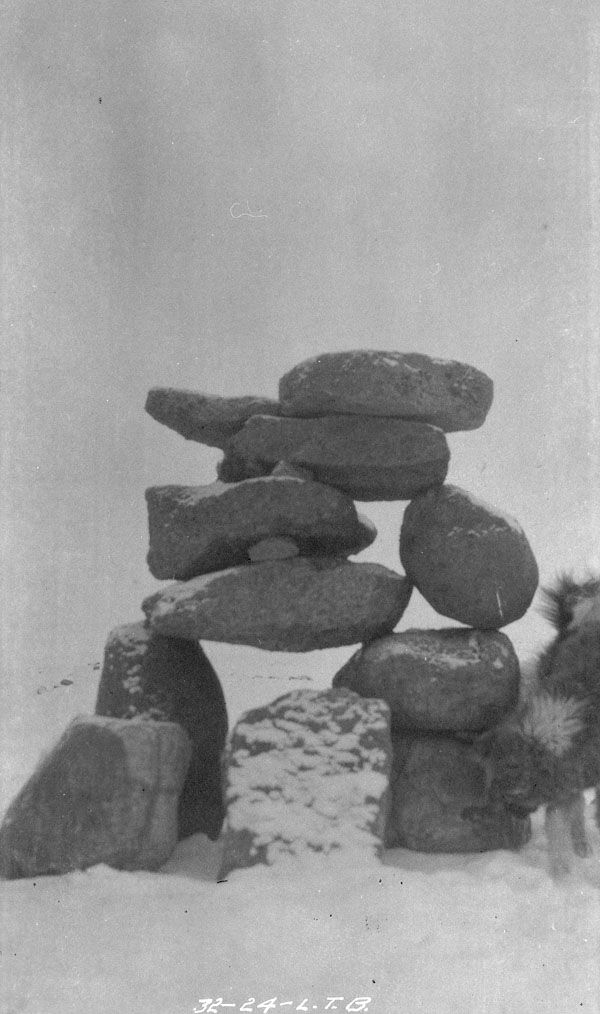
Inuksuk, photographie de Lachla Burwash (1924)

Après la Guerre, il se lance dans l'exploration de l'Arctique. Il gagne Fort Norman en 1921 et au cours de l'année suivante, y supervise le forage et la découverte de pétrole. Il quitte ensuite Fort Norman et continue vers l'île Herschel et l'océan Arctique. En 1922, il navigue avec le capitaine Joseph Bernier à bord du HMS Arctic jusqu'à l'île d'Ellesmere, qu'il explore pendant deux ans. À partir de 1925, il cartographie la côte canadienne pendant encore deux ans, de l'embouchure du fleuve Mackenzie, autour de la baie d'Hudson, à travers le détroit d'Hudson et le long de la côte du Labrador. En 1927, il retourne en baie d'Hudson pour mener une exploration géologique du côté est de la baie, y compris la baie James, avec un détour pour examiner les gisements de fer des îles Belcher.
En 1928-1929, il voyage en goélette de l'embouchure du fleuve Mackenzie jusqu'à l'île du Roi Guillaume et la péninsule de Boothia, où il confirme l'emplacement du pôle Nord magnétique. Par la suite, en 1930, il effectue environ 2 000 photographies aériennes de la côte arctique, couvrant une grande partie de la zone qu'il avait cartographiée sur terre quelques années plus tôt,.